# لقمه‌ماهی‌های شلاقی
لقمه‌ماهی‌های شلاقی (نام علمی: Himantura) نام یک سرده از تیره پوماهی است.